# مركز معلومات تركستان الشرقية
مركز معلومات تركستان الشرقية (بالأويغورية: Sherqiy Türkistan Informatsiyon)‏ هي مجموعة تتبع حركة الاستقلال في تركستان الشرقية، تأسست بميونيخ في ألمانيا في عام 1996، ولها مكتب في واشنطن العاصمة.
ينشر المركز تقارير عن انتهاكات حقوق الإنسان والانتهاكات التي ترتكبها الحكومة الصينية ضد السكان الأويغور في الصين.
في 15 ديسمبر 2003 تم اعتبار المركز منظمةً إرهابية من قبل وزارة الأمن العام لجمهورية الصين الشعبية، والتي تقول تحليلات أكسفورد أنها قد تكون ذريعة لقمع سكان الأويغور.